# كوارك قعري
كوارك قعري (بالإنجليزية: Bottom quark)‏ هو كوارك من الجيل الثالث وله شحنة −1⁄3 e. على الرغم من أن جميع الكواركات موصوفة بطريقة متشابهة بواسطة ديناميكا لونية كمومية، لكن الكوارك القعري له كتلة كبيرة (تقريبا 4200 MeV/c2 ؛ أي أكبر من كتلة البروتون بأربع مرات)، بإتحادها مع عناصر مصفوفة CKM  ذات القيم البسيطة Vub وVcb يعطيها إشارة مميزة يجعلها من السهولة نسبيا التعرف عليها تجريبيا (باستخدام تقنية تسمى "b-tagging"). بما أن خرق تناظر الشحنة والسوية  (بالإنجليزية: CP-violation)‏ يحتاج إلى الأجيال الثلاث من الكوارك، فالميزونات التي تحتوي على كوارك قعري هي من أسهل الجسيمات التي تستخدم لفحص تلك الظاهرة؛ مثل هذه التجارب هي التي تـٌجري  في مختبرات بابار وبيلي. الكوارك القعري مميز لأنه نتاج تحلل الكوارك القمي، وكذلك هو أحد منتجات اضمحلال بوزون هيغز  المتكررة.
أول من خمن بوجود الكوارك القعري كان الفيزيائيان ماكوتو كوباياشي وتوشيهيده ماساكاوا سنة 1973 وذلك لشرح خرق تناظر الشحنة والسوية، واكتشف سنة 1977 في مختبر فيرميلاب عن طريق فريق بقيادة ليون ليدرمان عندما أنتجت الاصطدامات مايسمى bottomonium. وفي سنة 2008 نال كلا من كوباياشي وماساكاوا جائزة نوبل في الفيزياء لشرحهما خرق تناظرالشحنة والسوية. كانت هناك محاولات لتسمية كوارك قعري  بكوارك الجمال beauty ولكن استخدام كلمة "القعري" أصبحت هي السائدة.
بإمكان الكوارك القعري أن يتحلل  إلى كوارك علوي أو كوارك الساحر خلال التآثر الضعيف. كلا التحللين يتم بواسطة مصفوفة CKM، جاعلا عمر معظم الجسيمات القعرية (~10−12 ث) أطول قليلا من الجسيمات الساحرة (~10−13 ث) ولكن أقصر من الجسيمات الغريبة (من ~10−10 إلى ~10−8 ث).

## الهادرونات المحتوية على كوارك قعري
هناك بعض الهادرونات التي تحتوي على كوارك قعري مثل:
- ميزون B وتحتوي على كوارك قعري (أو ضديده) وكوارك علوي أو سفلي.
- تحتوي ميزونات 
B
c و
B
s على كوارك قعري جنبا إلى جنب مع كوارك ساحر أو غريب على التوالي.
- هناك العديد من حالات (bottomonium)، ومنها ميزون أبسيلون 
ϒ
 التي تحتوي على كوارك قعري وضديده.
- لوحظ بوجود باريون قعري، وقد سمي بالقياس مع باريون غريب (مثلا 
Λ0
b).

## وصلات خارجية
- تاريخ اكتشاف كوارك قعري / ميزون أبسيلون